# The Heart of Romance
The Heart of Romance è un film muto del 1918 diretto da Harry F. Millarde.

## Produzione
Il film fu prodotto dalla Fox Film Corporation.

## Distribuzione
Distribuito dalla Fox Film Corporation, il film uscì nelle sale cinematografiche USA il 3 febbraio 1918.